# Astragalus arnottianus
Astragalus arnottianus är en ärtväxtart som först beskrevs av John Gillies, och fick sitt nu gällande namn av Karl Friedrich Carlos Federico Reiche. Astragalus arnottianus ingår i släktet vedlar, och familjen ärtväxter. Inga underarter finns listade i Catalogue of Life.